# Architektonische Rundschau

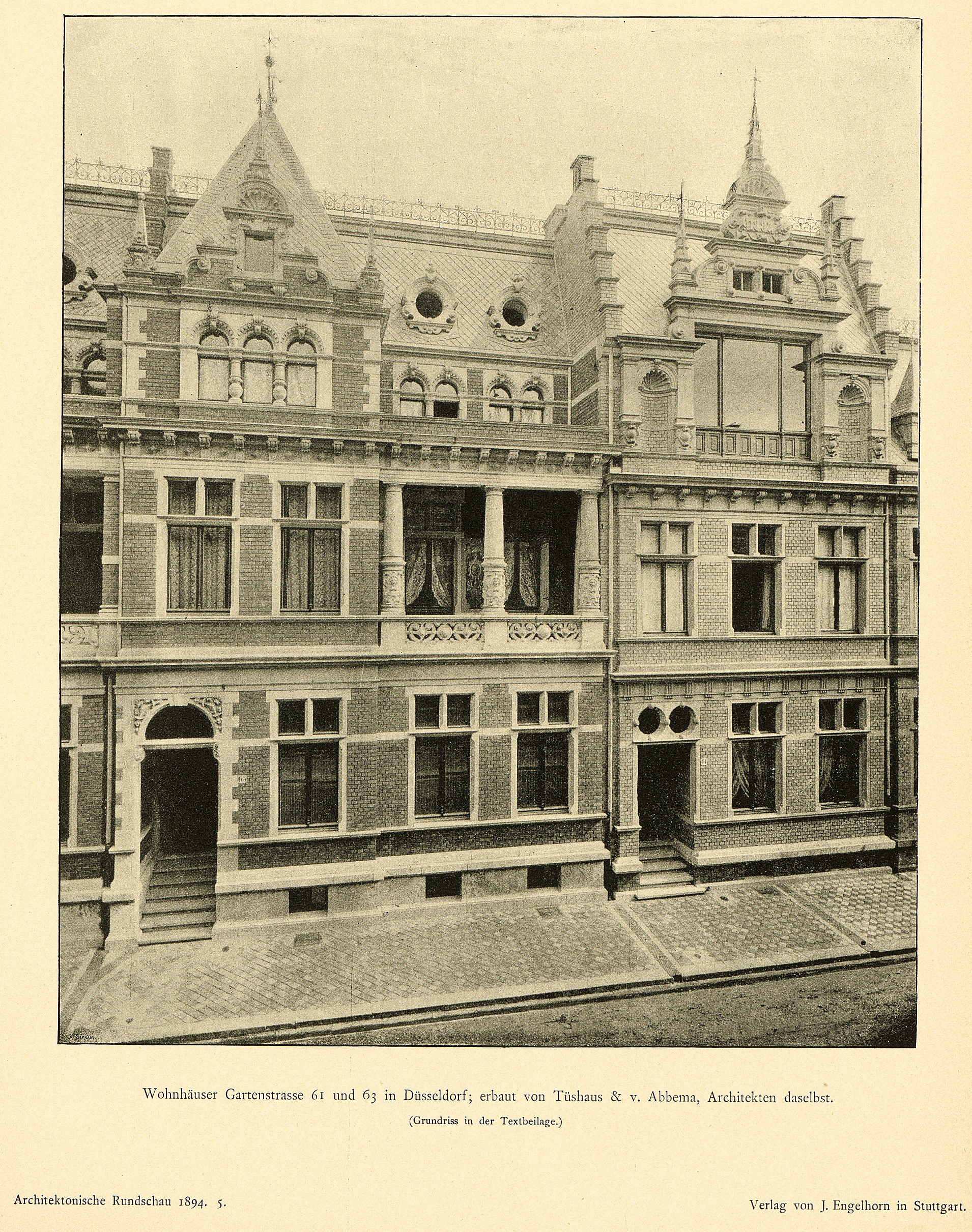
Blatt mit einer im Lichtdruck vervielfältigten Architekturfotografie mit den Gebäuden der (damaligen) Gartenstraße 61 und 63 in Düsseldorf

Die Architektonische Rundschau, Untertitel Skizzenblätter aus allen Gebieten der Baukunst, war eine Architektur-Fachzeitschrift, die in den Jahren von 1885 bis 1915 im Engelhorn Verlag in Stuttgart erschien. Herausgeber waren die Stuttgarter Architekten Ludwig Eisenlohr und Carl Weigle. In der Architektonischen Rundschau ging 1903 einerseits die Zeitschrift Architektonische Monatshefte, Untertitel Neubauten u. Conkurrenzen auf, während die Architektonische Rundschau andererseits dann 1915 in der in Berlin erscheinenden Reihe Wasmuths Monatshefte für Baukunst aufging. Sämtliche Ausgaben der Zeitschrift sind von der Universitätsbibliothek Heidelberg digitalisiert worden.